# Jâlons
Jâlons es una comuna francesa situada en el departamento de Marne, en la región de Gran Este.

## Demografía
| 478 | 530 | 507 | 506 | 449 | 552 | 550 |
| Para los censos de 1962 a 1999 la población legal corresponde a la población sin duplicidades (Fuente: INSEE [Consultar]) |     |     |     |     |     |     |